# Sebaea albens
Sebaea albens là một loài thực vật có hoa trong họ Long đởm. Loài này được (L. f.) Roem. & Schult. miêu tả khoa học đầu tiên.